# Bey di Tunisi
Qui di seguito si trova l'elenco dei bey e dei re di Tunisia sino al 1957, appartenenti alla dinastia Muradite e a quella Husainide.
Ai tradizionali bey, soprattutto sul finire del XVII secolo, si avvicendarono anche dei governatori ottomani (col titolo di dey) per il governo dell'Eyalet di Tunisi.

## Bey di Tunisi (Muradidi) (1613-1702)
- Mourad Bey (1613-1631)
- Hammuda Pascià Bey (1631-1666)
- Murad II Bey (1666-1675)
- Mohammed Bey (1675-1696)
- Romdhane Bey (1696-1699)
- Murad III Bey (1699-1702)

## Governatorato turco (1696-1705)
- Muhammad Koça (1696-1699) 1º mandato
- Deli Muhammad (1699-1701)
- Kara Mustafa (1701-1704)
- Ibrahim al-Sharif Bey (1704-1705)
- Muhammad Koça (1705-17 luglio 1705) 2º mandato

## Bey di Tunisi (Husaynidi) (1705-1956)
- Al-Husayn I ibn Ali al-Turki (15 luglio 1705 - 7 settembre 1735)
- Abu 'l-Hasan 'Ali I (7 settembre 1735 - 22 settembre 1756)
- Muhammad I al-Rashid (22 settembre 1756 - 11 febbraio 1759)
- Ali II ibn Hussein (11 febbraio 1759 - 26 maggio 1782)
- Hammuda ibn Ali (26 maggio 1782 - 15 settembre 1814)
- Uthman ibn Ali (15 settembre - 21 novembre 1814)
- Mahmud ibn Muhammad (21 novembre 1814 - 28 marzo 1824)
- Al-Husayn II ibn Mahmud (28 marzo 1824 - 20 maggio 1835)
- Mustafa ibn Mahmud (20 maggio 1835 - 10 ottobre 1837)
- Ahmad I ibn Mustafa (10 ottobre 1837 - 30 maggio 1855)
- Muhammad II ibn al-Husayn (30 maggio 1855 - 22 settembre 1859)
- Muhammad III al-Sadiq (22 settembre 1859 - 27 ottobre 1882)
- Ali Muddat ibn al-Husayn (28 ottobre 1882 - 11 giugno 1902)
- Muhammad IV al-Hadi (11 giugno 1902 - 11 maggio 1906)
- Muhammad V al-Nasir (11 maggio 1906 - 8 luglio 1922)
- Muhammad VI al-Habib (8 luglio 1922 - 13 febbraio 1929)
- Ahmad II ibn Ali (13 febbraio 1929 - 19 giugno 1942)
- Muhammad VII al-Munsif (19 giugno 1942 - 15 maggio 1943)
- Muhammad VIII al-Amin (15 maggio 1943 - 20 marzo 1956)

## Re di Tunisia (1956-1957)
- Muhammad al-Amin (20 marzo 1956 - 25 luglio 1957)